# Boyhood
Boyhood è un film del 2014 diretto da Richard Linklater.
La lavorazione del film, di produzione indipendente, è durata 12 anni, dal 2002 al 2014, per raccontare la crescita di Mason (interpretato da Ellar Coltrane) e il rapporto con i genitori divorziati (interpretati da Ethan Hawke e Patricia Arquette).
Il film ha partecipato in concorso alla 64ª edizione del Festival di Berlino, dove Linklater ha vinto l'Orso d'argento per il miglior regista. Il film ebbe un maggior successo nei Golden Globes, vincendo nelle categorie miglior film drammatico, miglior regista e miglior attrice non protagonista, andato a Patricia Arquette, che si è anche aggiudicata l'Oscar.

## Trama
La vita del giovane Mason è seguita dai sei anni, quando frequenta la scuola elementare, fino ai diciannove anni, quando entra al college, raccontando il rapporto con i genitori divorziati, i traslochi, le nuove scuole, i matrimoni falliti della madre, il rapporto conflittuale con la sorella Samantha, la nuova relazione del padre, seguendo anche l'evoluzione degli oggetti d'uso quotidiano, tecnologici e non, e i cambiamenti culturali, sociali e politici degli anni.

## Produzione
Nel maggio 2002 il regista e sceneggiatore Richard Linklater annuncia che nell'estate inizierà a girare un film, con il titolo provvisorio The Twelve Year Project. Ogni anno, per dodici anni, Linklater ha radunato la stessa troupe e lo stesso cast per girare alcune scene, al fine di seguire la crescita dei personaggi a pari passo con quella degli attori. Le riprese sono iniziate nell'estate 2002 e si sono concluse nell'ottobre 2013.. Così Linklater ha spiegato il processo produttivo: "L’idea iniziale era di fare un film sulle imposizioni della fanciullezza, dall’essere tenuto così a lungo all’interno del sistema scolastico al dover vivere in casa con i genitori, tutte cose che non fanno assaporare in pieno l’avventura di essere bambini prima e adolescenti poi. Il progetto era questo, da sviluppare nella maniera più ampia possibile. Mi sono lasciato prendere un po’ la mano, sono sempre stato affascinato dagli studi a lungo termine".

## Distribuzione
Il film è stato presentato in anteprima il 19 gennaio 2014 al Sundance Film Festival, a febbraio è stato presentato in concorso al Festival internazionale del cinema di Berlino. La pellicola è stata distribuita nelle sale statunitensi da IFC Films a partire dall'11 luglio 2014, mentre nelle sale italiane è uscito il 23 ottobre 2014, distribuito da Universal Pictures.

## Accoglienza

### Incassi
Realizzato con un budget di 4 milioni di dollari, il film ha incassato 57.3 milioni di dollari nel mondo.

### Critica
Accolto con grandi applausi già dalla sua presentazione alla Berlinale, dove si è aggiudicato il premio per la miglior regia, il film ha raggiunto il 97% su Rotten Tomatoes e un perfetto punteggio di 100 su 100 su Metacritic. Nell'agosto 2016 è stato inserito al quinto posto nella lista dei 100 migliori film del XXI secolo, stilata dalla BBC secondo i giudizi di 177 critici cinematografici.

## Riconoscimenti
- 2015 - Premio Oscar
  - Miglior attrice non protagonista a Patricia Arquette
  - Candidatura Miglior film a Richard Linklater
  - Candidatura Migliore regia a Richard Linklater
  - Candidatura Miglior attore non protagonista a Ethan Hawke
  - Candidatura Migliore sceneggiatura originale a Richard Linklater
  - Candidatura Miglior montaggio a Sandra Adair
- 2015 - Golden Globe
  - Miglior film drammatico
  - Miglior regista a Richard Linklater
  - Migliore attrice non protagonista a Patricia Arquette
  - Candidatura Miglior attore non protagonista a Ethan Hawke
  - Candidatura Migliore sceneggiatura a Richard Linklater
- 2015 - Premio BAFTA
  - Miglior film
  - Miglior regista a Richard Linklater
  - Migliore attrice non protagonista per Patricia Arquette
  - Candidatura Miglior attore non protagonista a Ethan Hawke
  - Candidatura Migliore sceneggiatura originale a Richard Linklater
- 2015 - Screen Actors Guild Award
  - Migliore attrice non protagonista a Patricia Arquette
  - Candidatura Migliore attore non protagonista a Ethan Hawke
  - Candidatura Miglior cast
- 2014 - Festival di Berlino
  - Miglior regista a Richard Linklater
  - Candidatura Orso d'oro al miglior film a Richard Linklater
- 2014 - Gotham Independent Film Awards
  - Premio del pubblico
  - Candidatura Miglior film
  - Candidatura Miglior attore a Ethan Hawke
  - Candidatura Miglior attrice non protagonista a Patricia Arquette
  - Candidatura Miglior attore emergente a Ellar Coltrane
- 2014 - New York Film Critics Circle Awards
  - Miglior film
  - Miglior regista a Richard Linklater
  - Miglior attrice non protagonista a Patricia Arquette
  - Candidatura Miglior attore non protagonista a Ethan Hawke
- 2014 - National Board of Review Awards
  - Migliori dieci film dell'anno
- 2015 - Satellite Award
  - Miglior regista a Richard Linklater
  - Migliore attrice non protagonista a Patricia Arquette
  - Candidatura Miglior film
  - Candidatura Miglior attore non protagonista a Ethan Hawke
  - Candidatura Migliore sceneggiatura originale a Richard Linklater
  - Candidatura Miglior montaggio a Sandra Adair
  - Candidatura Miglior canzone originale per Split the Difference
- 2015 - Independent Spirit Awards
  - Miglior regista a Richard Linklater
  - Miglior attrice non protagonista a Patricia Arquette
  - Candidatura Miglior film
  - Candidatura Miglior attore non protagonista a Ethan Hawke
  - Candidatura Miglior montaggio a Sandra Adair
- 2015 - Empire Awards[13]
  - Candidatura Miglior film
  - Candidatura Miglior regista a Richard Linklater
  - Candidatura Miglior debutto maschile a Ellar Coltrane
- 2015 - MTV Movie Awards[14][15]
  - Candidatura Miglior film
  - Candidatura Miglior performance rivelazione per Ellar Coltrane
  - Candidatura Miglior trasformazione su schermo per Ellar Coltrane
- 2015 - David di Donatello
  - Candidatura Miglior film straniero a Richard Linklater